# سرخه ديزه (مقاطعة دالاهو)
سرخه‌ديزه (بالفارسية: سرخه‌دیزه) هي قرية تقع في قسم حومة كرند الريفي (مقاطعة دالاهو) في إيران. يقدر عدد سكانها بـ 146 نسمة بحسب إحصاء 2016.